# Stephen Lack
Pour les articles homonymes, voir Lack.
Stephen Lack est un acteur et scénariste canadien né le 1er janvier 1946 à Montréal (Canada).

## Biographie
Né en  1946 à Montréal, Québec (Canada), Stephen Lack est diplômé de l'Université McGill (1967) en psychologie. Il obtient sa maîtrise en sculpture (Beaux-arts) à l'Universidad Guanajuato de San Miguel, Mexique. Il rejoint l'Université de New York puis  le "National Endowment of The Arts", le "Canada Council of The Arts", le "Australian National Gallery" à Sydney et le "Brooklyn Museum" de New York City. Il a un fils, Asher, leader du groupe Ravens & Chimes https://guiltfreepleasure.blogspot.com/2009/12/artists-to-watch-in-2010.html

## Filmographie

### comme acteur
- 1974 : Montreal Main : Steve
- 1977 : L'Ange et la Femme : Boss
- 1977 : The Rubber Gun : Steve
- 1980 : Fatale Attraction : Peter Hill
- 1981 : Scanners : Cameron Vale
- 1983 : A 20th Century Chocolate Cake
- 1984 : Hell (vidéo)
- 1984 : L'Impasse Sanglante (Perfect Strangers) : Lieutenant Burns
- 1988 : Faux-semblants (Dead Ringers) : Anders Wolleck
- 1990 : All the Vermeers in New York : Mark
- 2002 : Ernstfall in Havanna : Jesse F. Russell

### comme scénariste
- 1974 : Montreal Main
- 1977 : The Rubber Gun